# Русија на Светском првенству у атлетици на отвореном 2013.
Русија је на 14. Светском првенству у атлетици на отвореном 2013. одржаном у Москви од 10. до 18. августа, учествовала једанаести пут, односно учествовала је под данашњим именом на свим првенствима од 1993. до данас. Репрезентацију Русије представљало је 118 такмичара (51 мушкарац и 67 жена) у свим дисциплина (24 мушке и 17 женских).,
На овом првенству Русија је била прва по броју освојених медаља са 17 медаља, седам златних, 4 сребрне и 6 бронзаних. Поред тога два пута су оборени национални рекорди и светски рекорди у сезони, 1. рекорд светских првенстава, 3 светска рекорда сезоне, 16 личних рекорда и 21 лични рекорд сезоне. У табели успешности према броју и пласману такмичара који су учествовали у финалним такмичењима (првих 8 такмичара) Русија је била друга са 183 бода и са 41 учесником у финалу.
| Плас. | Земља  | 1. место | 2. место | 3. место | 4. место | 5. место | 6. место | 7. место | 8. место | Бр. финал. | Бод. |
| ----- | ------ | -------- | -------- | -------- | -------- | -------- | -------- | -------- | -------- | ---------- | ---- |
| 2.    | Русија | 7        | 4        | 6        | 1        | 8        | 1        | 9        | 5        | 41         | 183  |

## Учесници
Пријављено је 118 такмичара (51 мушкарац и 67 жена), међутим наступило је 105 (44 мушкарца и 61 жена)
| Дисциплина       | Спортисти                                                                                              | Спортисти                                                                                              |
| Дисциплина       | Мушкарци                                                                                               | Жене                                                                                                   |
| ---------------- | --- | --- |
| 100 м            | Александар Бреднев                                                                                     | — |
| 200 м            | Александар Хјуте                                                                                       | Јелисавета Савлинис                                                                                    |
| 400 м            | Владимир Краснов                                                                                       | Антонина Кривошапка Ксенија Рижова                                                                     |
| 800 м            | — | Марија Савинова Јелена Котулска Марина Поспелова Јекатарина Поистогова                                 |
| 1.500 м          | Валентин Смирнов                                                                                       | Јекатерина Шармина Светлана Подосенова Јелена Коропкина                                                |
| 5.000 м          | Ринас Ахмедев                                                                                          | Јелена Наговицина                                                                                      |
| 10.000 м         | Јевгениј Рибаков                                                                                       | Гулшат Фазлитдинова                                                                                    |
| Маратон          | Алексеј Соколов                                                                                        | Татјана Арјасова Авелтина Биктимирова Надежда Леонтјева Албина Мајорова                                |
| 100 м препоне    | — | Татјана Дектјарева Јулија Кондакова                                                                    |
| 110 м препоне    | Константин Шабанов Сергеј Шубенков                                                                     | — |
| 400 м препоне    | Денис Кудрјавцев Тимофеј Чали                                                                          | Наталија Антјух Ирина Давидова Анастасија От                                                           |
| 3.000 м препреке | Илгизар Сафиулин                                                                                       | Наталија Аристархова Наталија Горчакова Људмила Лебедева                                               |
| 20 км ходање     | Александар Иванов Андреј Рузавин Денис Стрелков                                                        | Анисја Кирдјапкина Јелена Лашманова Вера Соколова                                                      |
| 50 км ходање     | Иван Носков Михаил Рижов                                                                               | |
| 4 x 100 м        | Александар Бреднев Александар Хјуте Денис Огарков Константин Петрјашов Максим Половинкин Роман Смирнов | Олга Белкина Јелена Болсун Викторија Јарушкина Јекатерина Кузина Наталија Русакова Јелисавета Савлинис |
| 4 x 400 м        | Максим Дилдин Владимир Краснов Лав Мосин Сергеј Петухов                                                | Јулија Гушчина Татјана Фирова Ксенија Рижова Антоњина Кривошапка Наталија Антјух*                      |

| Дисциплина     | Спортисти                                       | Спортисти                                                           |
| Дисциплина     | Мушкарци                                        | Жене                                                                |
| -------------- | ----------------------------------------------- | ------------------------------------------------------------------- |
| Скок увис      | Иван Ухов Александар Шустов Алексеј Дмитрик     | Ана Чичерова Јелена Слесаренко Светлана Школина Ирина Гордејева     |
| Скок мотком    | Сергеј Кучерјану Александар Грипич              | Јелена Исинбајева Анастасија Савченко Ангелина Жук-Краснова         |
| Скок удаљ      | Александар Мењков Сергеј Пољански               | Дарија Килишина Људмила Колчанова Јелена Соколова Олга Кучеренко    |
| Троскок        | Алексеј Федоров                                 | Јекатерина Конева Ирина Гумењук Ана Пјатих                          |
| Бацање кугле   | Александар Лесној Максим Сидоров Сослан Цирихов | Јевгенија Колодко Ирина Тарасова                                    |
| Бацање диска   | Виктор Бутенко                                  | Вера Генева Светлана Сајкина Јекатерина Строкова                    |
| Бацање кладива | Алексеј Корољов Сергеј Литвинов Алексеј Загорњи | Ана Булгакова Гулфија Ханафејева Оксана Кондратјева Татјана Лисенко |
| Бацање копља   | Валериј Јордан Дмитриј Тарабин Алексеј Товарнов | Марија Абакумова Викторија Сударушкина                              |
| Седмобој       | —                                               | Александра Бутвина Кристина Савицка                                 |
| Десетобој      | Артем Лукјаненко Иља Шкурењов Сергеј Свиридов   | —                                                                   |

## Освајачи медаља

### Злато (7)
- Александар Иванов — 20 км ходање
- Јелена Лашманова — 20 км ходање
- Јелена Исинбајева — Скок мотком
- Татјана Лисенко — Бацање кладива
- Александар Мењков — Скок удаљ
- Наталија Антјух, Татјана Фирова, Јулија Гушчина
Антонина Кривошапка, Ксенија Рижова — 4 х 400 м
- Светлана Школина — Скок увис

### Сребро (4)
- Анисја Кирдјапкина — 20 км ходање
- Михаил Рижов — 50 км ходање
- Јекатерина Конева — Скок удаљ
- Марија Савинова — 800 м

### Бронза (7)
- Антонина Кривошапка — 400 м
- Сергеј Шубенков — 110 м препоне
- Максим Дилдин, Лав Мосин
Сергеј Петухов, Владимир Краснов — 4 х 400 м
- Ана Чичерова — Скок увис
- Дмитриј Тарабин — Бацање копља
- Марија Абакумова — Бацање копља

## Резултати

### Мушкарци
| Атлетичар                                                                                                  | Дисциплина       | Лични рекорд | Предтакмичење | Предтакмичење | Квалификације        | Квалификације        | Полуфинале           | Полуфинале           | Финале               | Финале         | Детаљи |
| Атлетичар                                                                                                  | Дисциплина       | Лични рекорд | Резултат      | Место         | Резултат             | Место                | Резултат             | Место                | Резултат             | Место          | Детаљи |
| --- | ---------------- | ------------ | ------------- | ------------- | -------------------- | -------------------- | -------------------- | -------------------- | -------------------- | -------------- | ------ |
| Александар Бреднев                                                                                         | 100 м            | 10,19        | 10,49         | 1. у гр. 2 КВ | 10,52                | 7. у гр. 5           | Није се квалификовао | Није се квалификовао | Није се квалификовао | 45 / 76        |        |
| Александар Хјуте                                                                                           | 200 м            | 20,77        |               |               | 21,46                | 6 у гр. 4            | Није се квалификовао | Није се квалификовао | Није се квалификовао | 46 / 55 (56)   |        |
| Владимир Краснов                                                                                           | 400 м            | 45,12        | 46,23         | 5 у гр. 3     | Није се квалификовао | Није се квалификовао | Није се квалификовао | 25 / 32 (35)         |                      |                |        |
| Валентин Смирнов                                                                                           | 1.500 м          | 3:36,14      | 3:39,21       | 8 у гр 1 кв   | 3:46,03              | 12 у гр 1            | Није се квалификовао | 24 / 37 (38)         |                      |                |        |
| Ринас Ахмедев                                                                                              | 5.000 м          | 13:48,27     | 13:58,38      | 13 у гр. 2    |                      |                      | Није се квалификовао | 27 / 29 (31)         |                      |                |        |
| Јевгениј Рибаков                                                                                           | 10.000 м         | 28:05,75     |               |               |                      |                      |                      |                      | 28:47,49             | 25/ 25 (35)    |        |
| Сергеј Шубенков                                                                                            | 110 м препоне    | 13,09 НР     |               |               | 13,16 ЛРС            | 2 у гр. 4 КВ         | 13,17                | 1 у гр. 2            | 13,24                |                |        |
| Константин Шабанов                                                                                         | 110 м препоне    | 13,35        | 13,38 ЛРС     | 2 у гр. 1 КВ  | Није завршио трку    | Није завршио трку    | Није завршио трку    | Није завршио трку    |                      |                |        |
| Денис Кудрјавцев                                                                                           | 400 м препоне    | 49,40        | 50,02         | 5 у гр. 3     | Није се квалификовао | Није се квалификовао | Није се квалификовао | 25 / 35 (37)         |                      |                |        |
| Тимофеј Чали                                                                                               | 400 м препоне    | 49,23        | 49,33         | 3 у гр. 1 КВ  | 50,06                | 5 у гр. 2            | Није се квалификовао | 19 / 35 (37)         |                      |                |        |
| Илгизар Сафиулин                                                                                           | 3.000 м препреке | 8:28,87      | 8:28,65 ЛР    | 8 у гр. 1     | Није се квалификовао | Није се квалификовао | Није се квалификовао | 21 / 35 (41)         |                      |                |        |
| Александар Хјуте2 Роман Смирнов Константин Петрјашов Александар Бреднев2 Денис Огарков* Максим Половинкин* | 4 х 100 м        | 38,46 НР     | 39,01 НРС     | 7 у гр 1      |                      |                      | Нису се квалификовли | 19 / 22 (23)         |                      |                |        |
| Максим Дилдин Лав Мосин Сергеј Петухов Владимир Краснов                                                    | 4 х 400 м        | 2:58,06 НР   | 3:01,81 НРС   | 1 у гр. 3 КВ  |                      |                      | 2:59,90 НРС          |                      |                      |                |        |
| Алексеј Соколов                                                                                            | Маратон          | 2:09:07 НР   |               |               |                      |                      |                      |                      | 2:17:12              | 24 / 51 (70)   |        |
| Александар Иванов                                                                                          | 20 км ходање     | 1:21:22      | 1:20:58 ЛР    |               |                      |                      |                      |                      |                      |                |        |
| Андреј Рузавин                                                                                             | 20 км ходање     | 1:17:47      | 1:32:45       | 49 / 53 (64)  |                      |                      |                      |                      |                      |                |        |
| Денис Стрелков                                                                                             | 20 км ходање     | 1:19:53      | 1:22:06       | 5 / 53 (64)   |                      |                      |                      |                      |                      |                |        |
| Иван Носков                                                                                                | 50 км ходање     | 3:45:31      | 3:41:36 ЛР    | 7 / 46 (61)   |                      |                      |                      |                      |                      |                |        |
| Михаил Рижов                                                                                               | 50 км ходање     | 3:44:41      | 3:38:58 ЛР    |               |                      |                      |                      |                      |                      |                |        |
| Алексеј Дмитрик                                                                                            | Скок увис        | 2,36         |               |               | 2,17                 | 14 у гр. Б           |                      |                      | Није се квалификовао | = 25 / 32 (34) |        |
| Александар Шустов                                                                                          | Скок увис        | 2,36         | 2,29          | 1 у гр. А КВ  | 2,32 ЛРС             | 7 / 32 (34)          |                      |                      |                      |                |        |
| Иван Ухов                                                                                                  | Скок увис        | 2,40         | 2,29          | 1 у гр. Б КВ  | 2,34 ЛРС             | 4 / 32 (34)          |                      |                      |                      |                |        |
| Александар Грипич                                                                                          | Скок мотком      | 5,75         | 5,40          | 11 у гр Б.    | Није се квалификовао | 21 / 33 (40)         |                      |                      |                      |                |        |
| Сергеј Кучерјану                                                                                           | Скок мотком      | 5,81         | 5.55          | 9 у гр А кв   | 5,65                 | 8 / 33 (40)          |                      |                      |                      |                |        |
| Александар Мењков                                                                                          | Скок удаљ        | 8,42         | 8,11          | 3 у гр. Б КВ  | 8,56 НР, СРС, ЛР     |                      |                      |                      |                      |                |        |
| Сергеј Пољански                                                                                            | Скок удаљ        | 8,16         | 7,82          | 9 у гр. А     | Није се квалификовао | 15 / 28 (29)         |                      |                      |                      |                |        |
| Алексеј Федоров                                                                                            | Троскок          | 17,19        | 16,83         | 6 у гр Б кв   | 16,90                | 5 / 20 (22)          |                      |                      |                      |                |        |
| Александар Лесној                                                                                          | Бацање кугле     | 20,60        | 19,01         | 11 у гр. Б    | Није се квалификовао | 21 / 27 (29)         |                      |                      |                      |                |        |
| Максим Сидоров                                                                                             | Бацање кугле     | 21,51        | 19,63         | 6 у гр. А     | Није се квалификовао | 13 / 27 (29)         |                      |                      |                      |                |        |
| Сослан Цирихов                                                                                             | Бацање кугле     | 20,76        | 18,53         | 13 у гр. Б    | Није се квалификовао | 27 / 27 (29)         |                      |                      |                      |                |        |
| Виктор Бутенко                                                                                             | Бацање диска     | 65,97        | 63,07         | 5 у гр. Б кв  | 63,38                | 8 / 30               |                      |                      |                      |                |        |
| Алексеј Корољов                                                                                            | Бацање кладива   | 78,19        | 69.69         | 14 у гр. Б    | Није се квалификовао | 27 /27 (29)          |                      |                      |                      |                |        |
| Алексеј Загорњи                                                                                            | Бацање кладива   | 83,43        | БП            | БП            | Без пласмана         | Без пласмана         |                      |                      |                      |                |        |
| Сергеј Литвинов                                                                                            | Бацање кладива   | 80,98        | 77.41         | 3 у гр. 3 КВ  | 75,90                | 11 / 27 (29)         |                      |                      |                      |                |        |
| Валериј Јордан                                                                                             | Бацање копља     | 83,56        | 76,92         | 13 у гр. А    | Није се квалификовао | 26 / 33              |                      |                      |                      |                |        |
| Алексеј Товарнов                                                                                           | Бацање копља     | 82,54        | 78.43         | 11 у гр А     | Није се квалификовао | 21 / 33              |                      |                      |                      |                |        |
| Дмитриј Тарабин                                                                                            | Бацање копља     | 88,84        | 81,32         | 3 у гр. Б кв  | 86.23                |                      |                      |                      |                      |                |        |

- Атлетичари у штафетама означени звездицама били су резерве и нису учествовали у тркама штафета, а означени бројем 2 су учествовали и у некој од појединачних дисциплина.

Десетобој
| Атлетичар        | Дисциплина | 100 м | Даљ      | БКу   | Вис      | 400 м    | 110 м пр. | Диск  | СМ       | БКо        | 1.500 м     | Укупно   | Пласман      | Белешка |
| ---------------- | ---------- | ----- | -------- | ----- | -------- | -------- | --------- | ----- | -------- | ---------- | ----------- | -------- | ------------ | ------- |
| Артем Лукјаненко | Резултат   | 11,11 | 7,09     | 14,43 | 1,99     | 49,01 ЛР | 14,21     | 44,06 | 5,00     | 61,83      | 4:32,97 ЛР  | 8.177 ЛР | 16 / 25 (34) |         |
| Артем Лукјаненко | Бодови     | 836   | 835      | 755   | 794      | 861      | 948       | 748   | 910      | 765        | 725         | 8.177 ЛР | 16 / 25 (34) |         |
| Иља Шкурењов     | Резултат   | 10,97 | 7,35     | 13,88 | 2,05 ЛРС | 48,39 ЛР | 14,34     | 44,06 | 5,40 ЛР  | 59,46 ЛР ' | 4:36,95     | 8.370 ЛР | 8 / 25 (34)  |         |
| Иља Шкурењов     | Бодови     | 867   | 898      | 721   | 850      | 890      | 931       | 748   | 1.035    | 730        | 700         | 8.370 ЛР | 8 / 25 (34)  |         |
| Сергеј Свидоров  | Резултат   | 10,98 | 7,30 ЛРС | 14,20 | 1,90     | 51,13    | 15,23 ЛРС | 45,26 | 4,50 ЛРС | 69,38 ЛР   | 4:46,43 ЛРС | 7.843    | 20 / 25 (34) |         |
| Сергеј Свидоров  | Бодови     | 865   | 886      | 741   | 714      | 763      | 822       | 772   | 760      | 880        | 640         | 7.843    | 20 / 25 (34) |         |

### Жене
| Атлетичарка                                                                        | Дисциплина       | Лични рекорд | Квалификације  | Квалификације  | Полуфинале             | Полуфинале            | Финале                | Финале        | Детаљи |
| Атлетичарка                                                                        | Дисциплина       | Лични рекорд | Резултат       | Место          | Резултат               | Место                 | Резултат              | Место         | Детаљи |
| ---------------------------------------------------------------------------------- | ---------------- | ------------ | -------------- | -------------- | ---------------------- | --------------------- | --------------------- | ------------- | ------ |
| Јелисавета Савлинис                                                                | 200 м            | 22,62        | 23,27          | 6. у гр. 6     | Није се квалификовала  | Није се квалификовала | Није се квалификовала | 29 / 48 (50)  |        |
| Антонина Кривошапка                                                                | 400 м            | 49,16        | 51,27          | 1. у гр 1 КВ   | 49,99                  | 2 у гр. 3 КВ          | 49,78                 |               |        |
| Ксенија Рижова                                                                     | 400 м            | 49,80        | 50,69          | 1 у гр. 4 КВ   | 50,28                  | 2 у гр. 1 КВ          | 50,98                 | 7 / 25 (36)   |        |
| Јелена Котулска                                                                    | 800 м            | 1:57,77      | 2:00,50        | 2у гр 4 КВ     | 2:01,75                | 6 у гр. 2             | Није се квалификовала | 14 / 32       |        |
| Марина Поспелова                                                                   | 800 м            | 1:59,45      | 2:03,42        | 8 у гр 2.      | Није се квалификовала  | Није се квалификовала | Није се квалификовала | 29 / 32       |        |
| Јекатарина Поистогова                                                              | 800 м            | 1:57,53      | 1:59,90        | 2 у гр. 3 КВ   | 1:59.48                | 4 у гр. 1 кв          | 1:58,05 ЛРС           | 5 / 32        |        |
| Марија Савинова                                                                    | 800 м            | 1:55,87      | 1:59,44        | 3 у гр. 1 КВ   | 2:00,73                | 2 у гр. 2 КВ          | 1:57,80 ЛРС           |               |        |
| Јелена Коропкина                                                                   | 1.500 м          | 4:05,35      | 4:08,33        | 4 у гр. 3 КВ   | 4:05,18 ЛР             | 3 у гр. 1 КВ          | 4:10,18               | 12 / 37       |        |
| Јекатерина Шармина                                                                 | 1.500 м          | 3:59,49      | 4:07,17        | 3 у гр. 2 КВ   | 4:06,49                | 4 у гр. 2 КВ          | 4:05,49               | 6 /37         |        |
| Светлана Подосенова                                                                | 1.500 м          | 3:59,61      | 4:07,87        | 3 у гр. 1 КВ   | 4:05,36                | 8 у гр. 1             | Није се квалификовала | 13 / 37       |        |
| Јелена Наговицина                                                                  | 5.000 м          | 15:02,80     | 15:26,95       | 4 у гр. 2 КВ   |                        |                       | 15:24,83              | 9 / 21 (22)   |        |
| Гулшат Фазлитдинова                                                                | 10.000 м         | 32:01,83     |                |                |                        |                       | 33:31,49              | 17 / 17 (19)  |        |
| Татјана Дектјарева                                                                 | 100 м препоне    | 12,68        | 13,04          | 4 у гр. 2 КВ   | 12,91 ЛРС              | 5 у гр. 3             | Није се квалификовала | =11 / 36 (37) |        |
| Јулија Кондакова                                                                   | 100 м препоне    | 12,79        | 12,76 ЛР       | 2 у гр. 4 КВ   | 12,73 ЛР               | 2 у гр 2 КВ           | 12,86                 | 8 / 36 (37)   |        |
| Наталија Антјух                                                                    | 400 м препоне    | 52,70        | 55,29          | 3 у гр. 3 КВ   | 55,55                  | 6 у гр. 2             | Није се квалификовала | 13 / 29 (32)  |        |
| Ирина Давидова                                                                     | 400 м препоне    | 53,77        | 55,45          | 3 у гр. 4 КВ   | 55,05                  | 7 у гр. 1             | Није се квалификовала | 10 / 29 (32)  |        |
| Анастасија От                                                                      | 400 м препоне    | 54,74        | 56,39          | 5 у гр. 2      | Није се квалификовала  | Није се квалификовала | Није се квалификовала | 18 / 29 (32)  |        |
| Наталија Горчакова                                                                 | 3.000 м препреке | 9:35,55      | 9:42,12        | 9 у гр 2 кв    |                        |                       | 9:38,57 ЛРС           | 12 / 27 (29)  |        |
| Људмила Лебедева                                                                   | 3.000 м препреке | 9:39,98      | 9:49,64        | 11 у гр. 1     | Није се квалификовала  | 22 / 27 (29)          |                       |               |        |
| Наталија Аристархова                                                               | 3.000 м препреке | 9:30,64      | 10:10,26       | 14 у гр. 1     | Није се квалификовала  | 27 / 27 (29)          |                       |               |        |
| Татјана Арјасова                                                                   | Маратон          | 2:26:13      |                |                |                        |                       | 2:45:27               | 27 / 46 (72)  |        |
| Авелтина Биктимирова                                                               | Маратон          | 2:25:12      | 2:45:11        | 26 / 46 (72)   |                        |                       |                       |               |        |
| Албина Мајорова                                                                    | Маратон          | 2:23:52      | 2:41:19        | 21 / 46 (72)   |                        |                       |                       |               |        |
| Надежда Леонтјева                                                                  | Маратон          | 2:31:57      | 2:42:49        | 22 / 46 (72)   |                        |                       |                       |               |        |
| Анисја Кирдјапкина                                                                 | 20 км ходање     | 1:25:09      | 1:27:11        |                |                        |                       |                       |               |        |
| Јелена Лашманова                                                                   | 20 км ходање     | 1:25:02      | 1:27:09        |                |                        |                       |                       |               |        |
| Вера Соколова                                                                      | 20 км ходање     | 1:25:08      | ДИСК.,чл.230.6 | ДИСК.,чл.230.6 |                        |                       |                       |               |        |
| Олга Белкина Јелена Болсун Наталија Русакова Јелисавета Савлинис2                  | 4 х 100 м        | 41,49 НР     | 42,94 НРС      | 3 у гр. 3 кв   |                        |                       | 42,93 НРС             | 5 / 17 (19)   |        |
| Наталија Антјух*2 Татјана Фирова Јулија Гушчина Антонина Кривошапка Ксенија Рижова | 4 х 400 м        | 3:18,38 НР   | 3:23,51 НРС    | 1 у гр. 3 КВ   | 3:20,19 СРС            |                       |                       |               |        |
| Ана Чичерова                                                                       | Скок увис        | 2,07 НР      | 1,92           | =1 у гр. А КВ  | 1,97                   |                       |                       |               |        |
| Ирина Гордејева                                                                    | Скок увис        | 2,04         | 1,92           | =1 у гр. А КВ  | 1,93                   | 9 / 27                |                       |               |        |
| Светлана Школина                                                                   | Скок увис        | 2,03         | 1,92           | 1 Q            | 2,03 =ЛР               |                       |                       |               |        |
| Јелена Слесаренко                                                                  | Скок увис        | 2,06         | 1,83           | 9 у гр. Б      | Није се квалификовала  | =20 / 27              |                       |               |        |
| Јелена Исинбајева                                                                  | Скок мотком      | 5,06 НР      | 4,55           | 1 у гр. А кв   | 4,89 ЛРС               |                       |                       |               |        |
| Анастасија Савченко                                                                | Скок мотком      | 4,73         | 4,55           | 3 у гр. Б кв   | 4,65                   | 5 / 19 (22)           |                       |               |        |
| Ангелина Жук-Краснова                                                              | Скок мотком      | 4,70         | 4,55           | 1 у гр. Б кв   | 4,65                   | 7 / 19 (22)           |                       |               |        |
| Дарија Клишина                                                                     | Скок удаљ        | 7,05         | 6,70           | 2 у гр. Б кв   | 6,76                   | 7 / 29 (31)           |                       |               |        |
| Олга Кучаренко                                                                     | Скок удаљ        | 7,13         | 6,59           | 7 у гр. А кв   | 6.81                   | 5 / 29 (31)           |                       |               |        |
| Јелена Соколова                                                                    | Скок удаљ        | 7,07         | 6,70           | 4 у гр. А кв   | 6,65                   | 9 / 29 (31)           |                       |               |        |
| Људмила Колчанова                                                                  | Скок удаљ        | 7,21         | 6,53           | 7 у гр. Б      | Није се квалификовала  | 15 / 29 (31)          |                       |               |        |
| Ирина Гумењук                                                                      | Троскок          | 14,58        | 14,30          | 4 у гр. А КВ   | 14,15                  | 8 / 21                |                       |               |        |
| Јекатерина Конева                                                                  | Троскок          | 14,82        | 14,30          | 3 у гр. Б КВ   | 14,81                  |                       |                       |               |        |
| Ана Пјатих                                                                         | Троскок          | 15,02        | 14,34          | 2 у гр. Б КВ   | 14,29                  | 7 / 21                |                       |               |        |
| Јевгенија Колодко                                                                  | Бацање кугле     | 20,48        | 19,55          | 2 у гр. А КВ   | 19,81                  | 5 / 29 (30)           |                       |               |        |
| Ирина Тарасова                                                                     | Бацање кугле     | 19,35        | 18,37          | 3 у гр. Б кв   | 18,37                  | 7 / 29 (30)           |                       |               |        |
| Вера Генева                                                                        | Бацање диска     | 64,30        | 58,37          | 7 у гр А       | Није се квалификовала  | 15 / 24 (26)          |                       |               |        |
| Светлана Сајкина                                                                   | Бацање диска     | 63,42        | 56,62          | 9 у гр. А      | Није се квалификовала  | 20 / 24 (26)          |                       |               |        |
| Јекатерина Строкова                                                                | Бацање диска     | 63,80        | 57,85          | 9 у гр. Б      | Није се квалификовала  | 16 / 24 (26)          |                       |               |        |
| Ана Булгакова                                                                      | Бацање кладива   | 76,7         | 74,83          | 2 у гр. А КВ   | 74,62                  | 5 / 27                |                       |               |        |
| Гулфија Ханафејева                                                                 | Бацање кладива   | 77,26        | 72,47          | 4 у гр. Б кв   | 71,07                  | 12 / 27               |                       |               |        |
| Оксана Кондратјева                                                                 | Бацање кладива   | 77,13        | 73,89          | 2 у гр. Б КВ   | 72,76                  | 7 / 27                |                       |               |        |
| Татјана Лисенко                                                                    | Бацање кладива   | 78,51        | 74,60          | 3 у гр. А КВ   | 78,80 РСП, НР, СРС, ЛР |                       |                       |               |        |
| Марија Абакумова                                                                   | Бацање копља     | 71,99 НР     | 69,09          | 1 у гр. А КВ   | 65,09                  |                       |                       |               |        |
| Викторија Сударушкина                                                              | Бацање копља     | 62,77        | 62,20          | 8 Q            | 62,21                  | 7 / 27                |                       |               |        |

- Атлетичарке у штафетама означени звездицама нису учествовали у финалној трци штафета, а означене бројем 2 су учествовале и у некој од појединачних дусциплина.

седмобој
| Атлетичарка        | Дисциплина | 100 м пр. | Вис      | БКу   | 200 м | Даљ  | БКо   | 800 м   | Укупно        | Пласман       | Белешка |
| ------------------ | ---------- | --------- | -------- | ----- | ----- | ---- | ----- | ------- | ------------- | ------------- | ------- |
| Кристина Савицка   | Резултат   | 13,82 ЛРС | 1,77 ЛРС | 13,75 | 25,43 | 6,11 | 38,21 | НС      | Није завршила | Није завршила |         |
| Кристина Савицка   | Бодови     | 1.004     | 941      | 777   | 838   | 883  | 633   | 0       | Није завршила | Није завршила |         |
| Александра Бутвина | Резултат   | 14,52     | 1,74     | 14,16 | 25,68 | 5,81 | 40,30 | 2:14,14 | 5.809         | 26 / 29 (33)  |         |
| Александра Бутвина | Бодови     | 906       | 903      | 805   | 825   | 792  | 673   | 905     | 5.809         | 26 / 29 (33)  |         |